# Nactus vankampeni
Espèce
Synonymes
- Gymnodactylus vankampeni Brongersma, 1933

Nactus vankampeni est une espèce de geckos de la famille des Gekkonidae.

## Répartition
Cette espèce est  endémique de Nouvelle-Guinée. Elle se rencontre en Indonésie et en Papouasie-Nouvelle-Guinée.

## Étymologie
Cette espèce est nommée en l'honneur de Pieter Nicolaas van Kampen.

## Publication originale
- Brongersma, 1933 : A new gecko of the genus Gymnodactylus from New Guinea. Annals and Magazine of Natural History, ser. 10, vol. 11, p. 252-253.